# Ножан-ле-Монбар
Ножа́н-ле-Монба́р (фр. Nogent-lès-Montbard) — коммуна во Франции, находится в регионе Бургундия. Департамент коммуны — Кот-д’Ор. Входит в состав кантона Монбар. Округ коммуны — Монбар.
Код INSEE коммуны — 21456.

## Население
Население коммуны на 2010 год составляло 144 человека.
| 1962 | 1968 | 1975 | 1982 | 1990 | 1999 | 2010 |
| ---- | ---- | ---- | ---- | ---- | ---- | ---- |
| 198  | 214  | 181  | 189  | 175  | 171  | 144  |

## Экономика
В 2010 году среди 100 человек трудоспособного возраста (15—64 лет) 75 были экономически активными, 25 — неактивными (показатель активности — 75,0 %, в 1999 году было 71,6 %). Из 75 активных жителей работали 72 человека (35 мужчин и 37 женщин), безработных было 3 (1 мужчина и 2 женщины). Среди 25 неактивных 8 человек были учениками или студентами, 15 — пенсионерами, 2 были неактивными по другим причинам.